# エイイルススタジル空港
エイイルススタジル空港（エイイルススタジルくうこう、アイスランド語: Egilsstaðaflugvöllur）はアイスランドの東部、エイイルススタジルにある空港である。

## 歴史
エイイルススタジルへの民間航空路線は、ラーガルフリョート湖畔に発着する水上機によって運航されていたが、1950年代、ラーガルフリョート川右岸に未舗装の滑走路が設けられた。1993年には、ほぼ同じ場所に舗装滑走路が建設された。新滑走路は旧滑走路とは滑走路方向が異なっており、滑走路の東側には旧滑走路の痕跡が残されている。

## 就航航空会社と就航都市
エア・アイスランドがレイキャヴィーク空港への路線を運航している。
このほか、夏季の観光需要に対応することを目的に、季節運航便やチャーター便として国際線の運航が行われることがある。2002年・2003年夏にはLTUがデュッセルドルフへの路線を、2007年・2008年夏にはアイスランド・エクスプレスがコペンハーゲンへの路線をそれぞれ運航した。
かつては地域航空会社であるFlugfélag Austurlandsが本拠地を置き、エイイルススタジルとアークレイリ、ヴォプナフィヨルズゥル、ヘプンといったアイスランド東部の各都市を結んでいた。
| 航空会社           | 就航地           |
| ------------------ | ---------------- |
| エア・アイスランド | レイキャヴィーク |

## 利用状況
| 年   | 利用客数 | 利用客数 |
| 年   | 国内     | 国際     |
| ---- | -------- | -------- |
| 1996 | 54,105   | 507      |
| 1997 | 66,021   | 700      |
| 1998 | 70,916   | 565      |
| 1999 | 76,910   | 965      |
| 2000 | 73,055   | 1,013    |
| 2001 | 60,924   | 272      |
| 2002 | 62,267   | 1,403    |
| 2003 | 83,747   | 1,484    |
| 2004 | 108,198  | 961      |
| 2005 | 121,808  | 5,087    |
| 2006 | 132,079  | 18,669   |
| 2007 | 137,639  | 19,964   |
| 2008 | 117,541  | 2,682    |
| 2009 | 96,698   | 724      |